# Aphoebantus marginatus
Aphoebantus marginatus är en tvåvingeart som beskrevs av Cole 1923. Aphoebantus marginatus ingår i släktet Aphoebantus och familjen svävflugor. Inga underarter finns listade i Catalogue of Life.